# Овинник
Ови́нник (гуменник, подовинник, овинный, жихарь, овинный дедушко, подовинушко, овинный батюшка, овиннушко, царь овинный) — в традиционных народных верованиях восточных славян дух места, живущий в овине (на гумне), оберегающий его и хлеб от всякой напасти, беды и нечисти, часто даёт хороший примолот.
Согласно славянским поверьям, овинник имеет вид громадного чёрного кота, величиною с дворовую собаку, с горящими, как уголья, глазами. Однако он может иметь и другие обличья, в зависимости от географического местоположения: например, в Смоленской области овинник показывается в обличии барана, а в Костромской может принимать вид покойника.

## Место обитания
Место обитания овинника — овин (гумно). Впрочем, он может совершать «вылазки», например, в баню: в гости к баннику или в любое другое место двора. В дом овинник никогда не заходит: не может, так как дом является «зоной ответственности» домового, который сильнее овинника.

## Характер
На Севере России, в Беларуси, Вологодчине и т. д. подходы к определению характера овинника и возможности его ублажить несколько отличаются. Но в целом взгляды сходятся: овинник имеет очень сложный характер, его непросто задобрить, и в целом он достаточно враждебен по отношению к человеку. Впрочем, это вполне объясняется тем, что овины, в которых для сушки зерна применялся открытый огонь, часто сгорали, лишая крестьянские семьи пропитания, а, порой, и всего имущества вместе с домом: ведь от горящего овина часто начинали полыхать и соседние строения. Овинник очень любит бороться, может меряться силами с банником, а может и с человеком, только подобная борьба часто заканчивается не в пользу последнего.

## Функции
Овинник — тем не менее один из «домовых» духов, хотя и самый свирепый, и главной его функцией является хозяйствование на «зоне ответственности», то есть на гумне. Он смотрит за порядками кладки снопов, за тем, как и когда затоплять овин. Следит, чтобы хлеба не сушили во время сильных ветров. Не позволяет гуменник топить овины и в заветные дни — большие праздники, особенно на Воздвиженьев день и Покров: по старинным деревенским традициям в эти дни овины должны отдыхать. В случае, если крестьянином-крестьянкой будут нарушены эти, веками сложившиеся законы, последствия могут быть самыми печальными: вплоть до смерти «виновника». Впрочем, овинник любит пакостить и без причины. Если ему удаётся навредить мужикам, он хохочет, хлопает в ладоши или лает по-собачьи.

## Взаимоотношения с человеком
Крестьяне старались не ссориться с овинником, умилостивить его всевозможными способами: более опытные начинают топить, только после того, как попросят у «хозяина гумна» позволения, благодарят по окончании сезона. В именинные дни гуменника ему приносят пироги и петуха. Петуху на пороге отрубают голову, кровью окропляют все углы овина, а пирог оставляют в подлазе. Правда, такой метод ублажения встречался и встречается не так часто.